# Нарратология
Нарратология (фр. narratologie; теория нарратива, теория повествования) — научная дисциплина, изучающая повествование (нарратив) в целом. Нарратология ставит перед собой задачи выявления общих черт различных нарративов, определения различий между ними, систематизации законов создания и развития нарративов.

## Описание
Нарратология подразделяется на классическую (в которой признаком нарративности является присутствие нарратора) и структуалистическую (в которой нарративность определяется по развитию ситуации во времени, в противоположность описательному тексту).
Художественный текст в нарратологии рассматривается в двух планах: как повествуемая история (план содержания) и как само повествование (план выражения). По факту данной диахронии вытекают все остальные понятия Н.: фикциональность (вымышленность) и фактуальность (действительность), типы нарраторов (повествователей), иерархия повествовательных инстанций (реальный и абстрактный автор, нарратор, идеальный и конкретный читатель, образ читателя), образ автора (наделение повествователя или персонажа-повествователя личностными, биографически выверяемыми чертами с целью игры с читателем) и др. Кроме того, в теории повествования есть и третий план, обусловленный двумя первыми: это направленность повествуемой истории и самого повествования — коммуникация, адресность слова. Этот план замыкается на противопоставлении автора и читателя, что отражается в художественном тексте в виде различного рода провокаций автором читателя (акцентирование вымышленности или, наоборот, достоверности повествуемой истории), авторских масок, повествовательных стратегий «текст в тексте», метаповествования (создания в тексте плана процесса создания этого текста, разрушение мимезиса), метатекстуальности (предисловия, эпилоги, вставные новеллы и под.), создание системы повествователей с разной точкой зрения на одну и ту же историю или с разным изложением одной и той же истории.
Термин повествование применительно к художественной литературе следует понимать широко как совокупность всех типов речи — повествование, описание, рассуждение, так как собственно художественное и нехудожественное повествование включает все эти типы речи.
- Повествование — речевой акт, вербализуемый (озвучиваемый) определённым рассказчиком или же повествователем.

Их отличительные черты:
- по степени выявленности: рассказчик более личностно обозначен, часто является одновременно героем, очевидцем событий в произведении и даже образом автора (герой-рассказчик, автор-рассказчик); повествователь личностно не обозначен, абстрактен, его функция сводится только к повествованию;
- по наличию / отсутствию собственной точки зрения: повествователь — точка зрения его наиболее близка точке зрения автора-творца, но не во всём и не всегда с нею совпадает; иногда отсутствие точки зрения у повествователя заполняется точкой зрения произведения — идеей автор-творца; рассказчик — обладает индивидуальной, эмоциональной, оценочной позицией в произведении, близкой к самостоятельной точке зрения героя, что легко отличает его от позиции автора-творца;
- по языковой оформленности: рассказчик часто обозначен формой я-повествования («Я пришёл к нему утром.»), употреблением оценочных, эмоциональных слов, акцентированием события рассказа, явной сниженностью стиля, разговорностью; повествователь в этом отношении нейтрален: личным местоимением я не выражен, словоупотребление имеет отношение к предметному миру и к миру героя, не выражающее прямых оценок событий и героев; отсутствие низкого стиля, за исключением объектных изображений (героев, предметов); язык повествователя максимально приближен к языку автора реального;
- по близости / отдалённости от автора реального: рассказчик весьма часто отличен от автора реального (биографического): социальным статусом, уровнем культуры, уровнем владения речью; весьма часто рассказчик намеренно маргинален (неофициален), демонстративно отличен от автора реального с целью сокрытия собственного морального и культурного облика, точки зрения последнего, а также с целью игры с читателем (ирония, самоирония, юмор, комика); повествователь максимально приближен к автору реальному и автору-творцу, но тем не менее с ним так же, как и рассказчик, не совпадает, так как является совсем иной инстанцией; часто близость эта обусловлена нейтральностью позиции по отношению к повествуемому;
- по принадлежности к жанру, жанровым разновидностям и формам повествования: рассказчик наблюдается в сказовых формах повествования, рассказах, новеллах, повестях, романах, романах-эпопеях, циклизациях эпических, лирических и лироэпических жанров (жанрово-композиционная форма); повествователь — во всех выше перечисленных жанрах, кроме сказовой формы повествования.

Нарратология тесно связана с проблемой автора и авторской идентичности, до сих пор дискуссионной в теории литературы.